# Grove City, Minnesota
Grove City är en ort i Meeker County i Minnesota. Vid 2020 års folkräkning hade Grove City 624 invånare.